# Rain on Me (chanson de Lady Gaga et d'Ariana Grande)
Pour les articles homonymes, voir Rain on Me.
Singles de Lady Gaga
Stupid Love
(2020) 911
(2020)
Singles par Ariana Grande
Stuck with U
(2020) Positions
(2020)
Rain on Me est une chanson des chanteuses américaines Lady Gaga et Ariana Grande, sorti le 22 mai 2020. Il figure comme le deuxième single du sixième album studio Chromatica de l'artiste Lady Gaga.

## Présentation
Rain on Me est une chanson des artistes américaines Lady Gaga et Ariana Grande. Le titre sort le 22 mai 2020 soit trois mois après la sortie du premier single de Lady Gaga, Stupid Love et quinze jours après la chanson d'Ariana Grande et de Justin Bieber, Stuck with U,,. Il figure comme le deuxième single du sixième album studio Chromatica de l'artiste Lady Gaga. Le titre sort sous le label Interscope Records et est disponible dans le monde entier.

## Clip vidéo
Le clip vidéo réalisé par Robert Rodriguez est diffusé le jour même de sa sortie et parvient à se hisser premier dans le top tendances des vidéos les plus regardées sur YouTube. La chanson remporte le 14 mars 2021 la catégorie Performance Duo Pop lors de la 63e cérémonie des Grammy Awards.

## Accueil critique
Dans la globalité, les critiques des médias et des journaux américains sont très positifs et favorables. Ainsi, très satisfait, le journaliste Adam White du journal The Independent qualifie la chanson comme étant « three minutes of euphoric melodrama » (« trois minutes de mélodrame euphorique ») en attribuant une note de quatre étoiles sur cinq. Ravi du titre, le journaliste Joey Nolfi du magazine Entertainment Weekly écrit que Rain on Me « [is] taking fans to sonic heaven » (« emmène les fans au paradis sonore ») avec un « therapeutic banger » (« pétard thérapeutique »). Ensuite, moins conquis, le rédacteur Mikale Wood du quotidien américain Los Angeles Times, qualifie la chanson d'« a fist-pumping self-empowerment jam » (« une confiture d'auto émancipation »). Le journaliste Dave Quinn du magazine People apprécie fortement le morceau et souligne « la voix audacieuse de la chanteuse Lady Gaga ». Le chroniqueur Quinn Moreland du site web Pitchfork a fait l'éloge du single en écrivant que « les deux chanteuses sont connectées sur le plan émotionnel » tout au long de la chanson. Le journaliste Brenden Patmore du site web Paper décrit le titre comme « absolument électrique par sa fin ». Craig Jenkins de l’hebdomadaire New York complimente le chant et la puissance des voix des deux chanteuses et le rythme de la chanson. La chroniqueuse Alexa Camp de Slant Magazine n'est pas convaincu du projet et estime que « Rain on Me est une amélioration par rapport à Stupid Love certes, mais montre deux chanteuses essayant de voir qui peut surpasser l'autre au cours des trois minutes ». Enfin, moins convaincus de l'efficacité de la nouvelle collaboration et du nouveau single des deux chanteuses, la rédactrice Rania Aniftos du magazine Billboard écrit que « la chanson présente à la fois la voix inégalé d'Ariana Grande et de Lady Gaga ».

## Performance commerciale
Aux États-Unis, Rain on Me débute à la première place du Billboard Hot 100 sur la semaine du 6 juin 2020 et devient le cinquième single de Lady Gaga et le quatrième single d'Ariana Grande à être classé numéro un dans le classement américain. Le titre chute de quatre places pour arriver en cinquième position en deuxième semaine d'exploitation.
Au Royaume-Uni, le single arrive en tête du classement britannique sur la semaine du 29 mai 2020 au 4 juin 2020, devenant le sixième numéro un britannique de Lady Gaga et d'Ariana Grande. Le titre détrône les rappeurs américains DaBaby et Roddy Ricch avec leur chanson Rockstar.  
Au Canada, le titre se hisse en première position dans le classement du Canadian Hot 100 sur la semaine du 6 juin 2020. Rain on Me permet à Lady Gaga d'obtenir son sixième numéro un dans le pays et le quatrième pour Ariana Grande. Le single devient disque d'or pour 40 000 vendues sur le territoire.
En Australie, la chanson est pour la deuxième semaines consécutive classé deuxième dans le classement du ARIA Singles Charts derrière Rockstar qui reste premier dans le classement. Sur la semaine du 15 au 21 juin, le titre chute à la quatrième place et la semaine suivante à la cinquième place. 
En Irlande, Rain on Me entre à la première place dans le classement du Irish Singles Chart et devient le septième single numéro un pour Lady Gaga et le sixième pour Ariana Grande. Le titre devient le single le plus vendu en une semaine d'exploitation en 2020, dépassant ainsi Billie Eilish et son titre No Time to Die.
En Nouvelle-Zélande, le single atteint la deuxième place dans les classements derrière le titre Rockstar. Le titre est le douzième single qui parvient à se classer dans le top dix du classement dans le pays pour Lady Gaga et le quatorzième pour Ariana Grande.

## Liste des pistes
| Rain on Me – Édition en téléchargement numérique (version album) | Rain on Me – Édition en téléchargement numérique (version album) | Rain on Me – Édition en téléchargement numérique (version album) | Rain on Me – Édition en téléchargement numérique (version album) | Rain on Me – Édition en téléchargement numérique (version album) | Rain on Me – Édition en téléchargement numérique (version album) | Rain on Me – Édition en téléchargement numérique (version album) | Rain on Me – Édition en téléchargement numérique (version album) | Rain on Me – Édition en téléchargement numérique (version album) | Rain on Me – Édition en téléchargement numérique (version album) |
| No                                                               | Titre                                                            | Durée                                                            |                                                                  |                                                                  |                                                                  |                                                                  |                                                                  |                                                                  |                                                                  |
| ---------------------------------------------------------------- | ---------------------------------------------------------------- | ---------------------------------------------------------------- | ---------------------------------------------------------------- | ---------------------------------------------------------------- | ---------------------------------------------------------------- | ---------------------------------------------------------------- | ---------------------------------------------------------------- | ---------------------------------------------------------------- | ---------------------------------------------------------------- |
| 1.                                                               | Rain on Me                                                       | 3:02                                                             |                                                                  |                                                                  |                                                                  |                                                                  |                                                                  |                                                                  |                                                                  |
| 3:02                                                             |                                                                  |                                                                  |                                                                  |                                                                  |                                                                  |                                                                  |                                                                  |                                                                  |                                                                  |

| Rain on Me – Édition en téléchargement numérique (version single) | Rain on Me – Édition en téléchargement numérique (version single) | Rain on Me – Édition en téléchargement numérique (version single) | Rain on Me – Édition en téléchargement numérique (version single) | Rain on Me – Édition en téléchargement numérique (version single) | Rain on Me – Édition en téléchargement numérique (version single) | Rain on Me – Édition en téléchargement numérique (version single) | Rain on Me – Édition en téléchargement numérique (version single) | Rain on Me – Édition en téléchargement numérique (version single) | Rain on Me – Édition en téléchargement numérique (version single) |
| No                                                                | Titre                                                             | Durée                                                             |                                                                   |                                                                   |                                                                   |                                                                   |                                                                   |                                                                   |                                                                   |
| ----------------------------------------------------------------- | ----------------------------------------------------------------- | ----------------------------------------------------------------- | ----------------------------------------------------------------- | ----------------------------------------------------------------- | ----------------------------------------------------------------- | ----------------------------------------------------------------- | ----------------------------------------------------------------- | ----------------------------------------------------------------- | ----------------------------------------------------------------- |
| 1.                                                                | Rain on Me                                                        | 3:39                                                              |                                                                   |                                                                   |                                                                   |                                                                   |                                                                   |                                                                   |                                                                   |
| 3:39                                                              |                                                                   |                                                                   |                                                                   |                                                                   |                                                                   |                                                                   |                                                                   |                                                                   |                                                                   |

| Rain on Me – Édition en vinyle, CD et cassette | Rain on Me – Édition en vinyle, CD et cassette | Rain on Me – Édition en vinyle, CD et cassette | Rain on Me – Édition en vinyle, CD et cassette | Rain on Me – Édition en vinyle, CD et cassette | Rain on Me – Édition en vinyle, CD et cassette | Rain on Me – Édition en vinyle, CD et cassette | Rain on Me – Édition en vinyle, CD et cassette | Rain on Me – Édition en vinyle, CD et cassette | Rain on Me – Édition en vinyle, CD et cassette |
| No                                             | Titre                                          | Durée                                          |                                                |                                                |                                                |                                                |                                                |                                                |                                                |
| ---------------------------------------------- | ---------------------------------------------- | ---------------------------------------------- | ---------------------------------------------- | ---------------------------------------------- | ---------------------------------------------- | ---------------------------------------------- | ---------------------------------------------- | ---------------------------------------------- | ---------------------------------------------- |
| 1.                                             | Rain on Me                                     | 3:39                                           |                                                |                                                |                                                |                                                |                                                |                                                |                                                |
| 2.                                             | Rain on Me (instrumentale)                     | 3:42                                           |                                                |                                                |                                                |                                                |                                                |                                                |                                                |
| 7:21                                           |                                                |                                                |                                                |                                                |                                                |                                                |                                                |                                                |                                                |

| Rain on Me – Édition en téléchargement numérique (instrumentale) | Rain on Me – Édition en téléchargement numérique (instrumentale) | Rain on Me – Édition en téléchargement numérique (instrumentale) | Rain on Me – Édition en téléchargement numérique (instrumentale) | Rain on Me – Édition en téléchargement numérique (instrumentale) | Rain on Me – Édition en téléchargement numérique (instrumentale) | Rain on Me – Édition en téléchargement numérique (instrumentale) | Rain on Me – Édition en téléchargement numérique (instrumentale) | Rain on Me – Édition en téléchargement numérique (instrumentale) | Rain on Me – Édition en téléchargement numérique (instrumentale) |
| No                                                               | Titre                                                            | Durée                                                            |                                                                  |                                                                  |                                                                  |                                                                  |                                                                  |                                                                  |                                                                  |
| ---------------------------------------------------------------- | ---------------------------------------------------------------- | ---------------------------------------------------------------- | ---------------------------------------------------------------- | ---------------------------------------------------------------- | ---------------------------------------------------------------- | ---------------------------------------------------------------- | ---------------------------------------------------------------- | ---------------------------------------------------------------- | ---------------------------------------------------------------- |
| 1.                                                               | Rain on Me (instrumentale)                                       | 3:42                                                             |                                                                  |                                                                  |                                                                  |                                                                  |                                                                  |                                                                  |                                                                  |
| 3:42                                                             |                                                                  |                                                                  |                                                                  |                                                                  |                                                                  |                                                                  |                                                                  |                                                                  |                                                                  |

## Classements et certifications

### Classements
| Classement (2020)                       | Meilleure position |
| --------------------------------------- | ------------------ |
| Allemagne (GfK Entertainment)           | 9                  |
| Argentine (Hot 100)                     | 36                 |
| Australie (ARIA)                        | 2                  |
| Autriche (Ö3 Austria Top 40)            | 8                  |
| Belgique (Flandre Ultratop 50 Singles)  | 5                  |
| Belgique (Wallonie Ultratop 50 Singles) | 14                 |
| Bolivie (Monitor Latino)                | 9                  |
| Brésil (Top 100 Brésil)                 | 55                 |
| Brésil (UBC)                            | 2                  |
| Bulgarie (PROPHON)                      | 2                  |
| Canada (Hot 100)                        | 1                  |
| Canada (Adult Contemporary)             | 25                 |
| Canada (CHR/Top 40)                     | 5                  |
| Canada (Hot AC)                         | 9                  |
| CEI (Tophit)                            | 57                 |
| Colombie (National-Report)              | 34                 |
| Corée du Sud (Gaon)                     | 125                |
| Costa Rica (Monitor Latino)             | 9                  |
| Croatie (HRT)                           | 1                  |
| Danemark (Tracklisten)                  | 14                 |
| Écosse (OCC)                            | 1                  |
| Espagne (PROMUSICAE)                    | 8                  |
| Estonie (Eesti Tipp-40)                 | 2                  |
| États-Unis (Hot 100)                    | 1                  |
| États-Unis (Adult Contemporary)         | 21                 |
| États-Unis (Adult Pop Songs)            | 9                  |
| États-Unis (Hot Dance/Electronic Songs) | 1                  |
| États-Unis (Pop Airplay)                | 11                 |
| États-Unis (Rolling Stone Top 100)      | 1                  |
| Europe (Euro Digital Songs)             | 1                  |
| Finlande (Suomen virallinen lista)      | 4                  |
| France (SNEP)                           | 12                 |
| France (SNEP Ventes)                    | 2                  |
| Grèce (IFPI)                            | 5                  |
| Hongrie (Rádiós Top 40)                 | 8                  |
| Hongrie (Single Top 40)                 | 1                  |
| Hongrie (Stream Top 40)                 | 4                  |
| Irlande (Irish Singles Chart)           | 1                  |
| Islande (Tonlist)                       | 24                 |
| Israël (Media Forest)                   | 1                  |
| Italie (FIMI)                           | 5                  |
| Japon (Hot 100)                         | 8                  |
| Lettonie (Latvijas Top 40)              | 1                  |
| Liban (Lebanese Top 20)                 | 5                  |
| Lituanie (AGATA)                        | 2                  |
| Malaisie (RIM)                          | 2                  |
| Malte (Radiomonitor)                    | 1                  |
| Mexique (AMPROFON)                      | 4                  |
| Monde (United World Chart)              | 1                  |
| Nouvelle-Zélande - (RMNZ)               | 2                  |
| Norvège (VG-lista)                      | 7                  |
| Panama (Monitor Latino)                 | 9                  |
| Paraguay (Monitor Latino)               | 10                 |
| Pays-Bas (Nederlandse Top 40)           | 7                  |
| Pays-Bas (Single Top 100)               | 9                  |
| Pologne (ZPAV)                          | 10                 |
| Portugal (AFP)                          | 5                  |
| Roumanie (Airplay 100)                  | 84                 |
| Royaume-Uni (UK Singles Chart)          | 1                  |
| Russie (Tophit Airplay)                 | 82                 |
| Salvador (Monitor Latino)               | 13                 |
| Singapour (RIAS)                        | 1                  |
| Slovaquie (IFPI Rádio)                  | 17                 |
| Slovaquie (IFPI Singles Digitál)        | 4                  |
| Slovénie (SloTop50)                     | 14                 |
| Suède (Sverigetopplistan)               | 8                  |
| Suisse (Schweizer Hitparade)            | 5                  |
| Tchéquie (IFPI Singles Digitál)         | 4                  |
| Ukraine (Tophit Airplay)                | 55                 |

### Certifications
| Pays                                                                       | Certifcation | Ventes certifiées |
| -------------------------------------------------------------------------- | ------------ | ----------------- |
| Australie (ARIA)                                                           | Platine      | 70 000‡           |
| France (SNEP)                                                              | Or           | 15 000 000‡       |
| Canada (Music Canada)                                                      | 2 × Platine  | 160 000‡          |
| États-Unis (RIAA)                                                          | Platine      | 1 000 000‡        |
| Royaume-Uni (BPI)                                                          | Or           | 400 000‡          |
| xNon précisé par la certification ‡ventes/streaming selon la certification |              |                   |